# Meta description
Meta description er en HTML-attribut, der bruges til at beskrive indholdet på en webside. Den vises som en kort beskrivelse af siden under sidens titel i søgeresultaterne, og er designet til at give søgebrugere en idé om, hvad siden handler om, før de besøger den.
Meta description spiller en vigtig rolle i søgemaskineoptimering (SEO), da den påvirker, hvordan søgemaskiner vurderer relevansen af en webside for søgninger. Søgemaskiner bruger ofte meta description til at bestemme, om en webside er relevant for en søgning, og til at vise en kort beskrivelse af siden i søgeresultaterne.
Det anbefales, at meta description er skrevet på en klar og beskrivende måde, og at den indeholder nøgleord, der er relevante for sidens emne. Den bør også være mellem 120 og 155 tegn, da længere beskrivelser ofte bliver afkortet i søgeresultaterne.
Det er vigtigt at bemærke, at meta description ikke har en direkte indvirkning på en websides rangering i søgeresultaterne. Imidlertid kan en god meta beskrivelse øge klikraten til siden fra søgeresultaterne, da den giver søgebrugere en bedre forståelse af, hvad siden handler om, og om det er relevant for deres søgning.